# Johannesburská galerie umění
Johannesburská galerie umění (Johannesburg Art Gallery) je muzeum v jihoafrickém Johannesburgu a největší muzeum umění na africkém kontinentu. Základ sbírky položil sir Hugh Lane, který svá umělecká díla vystavil v Londýně v roce 1910 před odesláním do Jižní Afriky. Manželka majitele dolu Lionela Phillipse, lady Florence Phillipsová, věnovala vlastní sbírku krajek a dokázala přimět svého manžela, aby galerii daroval sedm olejomaleb a sochu Augusta Rodina galerii. Také přesvědčila město Johannesburg, aby financovalo stavbu budovy galerie. Plány byly vypracovány sirem Edwinem Lutyensem a budova byla otevřena v roce 1915. Ve 40. letech 20. století byla přistavěna dvě křídla, východní a západní. Severní fasáda a k ní přiléhající výstavní místnosti byly postaveny v letech 1986 a 1987, takže dnes je k dispozici celkem 15 výstavních místností. Venku je sochařská zahrada, která se v posledních dvou desetiletích několikrát stala obětí vandalismu a krádeží.

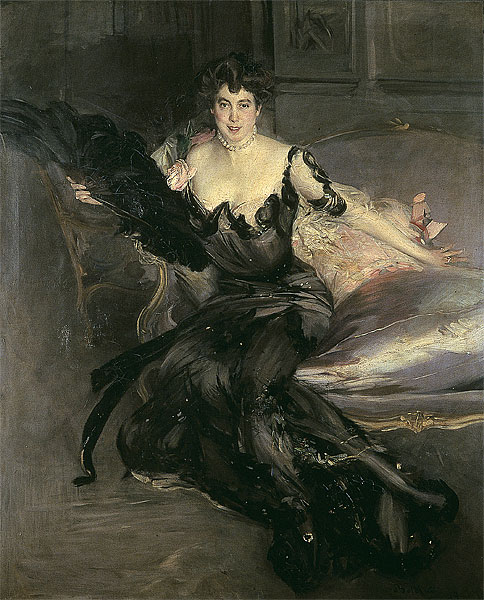
G. Boldini: Lady Florence Phillipsová

V galerii jsou obrazy Holanďanů ze 17. století a evropská umělecká díla 19. a 20. století. Jsou zastoupeni také jihoafričtí a mezinárodní umělci z posledních sta let a je zde kabinet grafiky z 15. století. Díla z africké umělecké scény 21. století jsou prezentována pomocí dočasných výstav moderního umění. Konkrétně jsou zastoupeni například Evropané Auguste Rodin, Dante Gabriel Rossetti, Pablo Picasso, Camille Pissarro, Claude Monet, Edgar Degas, Herbert Ward a Henry Moore a Jihoafričané Gerard Sekoto, Walter Battiss, Alexis Preller, Maud Sumnerová, Sydney Kumalo, Ezrom Legae a Pierneef.